# Balla-Arabé
 (novembre 2017).
Si vous disposez d'ouvrages ou d'articles de référence ou si vous connaissez des sites web de qualité traitant du thème abordé ici, merci de compléter l'article en donnant les références utiles à sa vérifiabilité et en les liant à la section « Notes et références ».
Balla-Arabé Chaweye (1925-1991) est chef d'État-Major général et chef des armées du Niger entre 1962 et 1973.

## Biographie
Après avoir fréquenté l'École militaire à Paris, le jeune officier Balla-Arabé intègre l'armée française où il sert de 1944 à 1961. Il intervient dans de nombreuses opérations de défense nationale et internationale qui lui valent plusieurs distinctions et reconnaissances de la République. Il est Commandeur membre de la Légion d'honneur française[Quand ?]. 
Au Niger, le colonel Balla-Arabé aide principalement à la construction du corps des armées. Il dirige les forces armées nigériennes pendant onze ans et assure le rôle de conseiller et décideur en matière de stratégies militaires ainsi que de protection du territoire national auprès du président de la République Hamani Diori. Le lieutenant-colonel Seyni Kountché, son adjoint de l'époque qui devient plus tard Chef de l'État, l'assiste dans ses fonctions. 
Son affectation de l'État-Major et sa promotion à la Grande Chancellerie, en tant que Grand Chancelier des Ordres nationaux du Niger, rend possible le coup d'État de 1974.
Après ce coup d'État qui induit un changement de régime politique et fait de lui un détenu politique durant la période 1974-1978, il revient sur la scène politique en tant qu'élu, représentant du peuple et brigue le mandat de député national puis de vice-président de l'Assemblée nationale du Niger. 
Il multiplie également les activités caritatives. Il est, dans ce cadre, président du SOS Sahel, président de la Caritas Internationalis, président de la Banque du sang au centre hospitalier Maradi, président de la Croix-Rouge internationale Maradi.
Il meurt le 1er novembre 1991.